# Dalkruid
Dalkruid (Maianthemum bifolium) is een giftige, vaste plant, die behoort tot de aspergefamilie (Asparagaceae).

## Kenmerken
De plant wordt 7-20 cm hoog, heeft een rechtopstaande stengel en vormt een dunne wortelstok (rizoom). Er zitten meestal twee bladeren aan de bloemstengel, vandaar de soortaanduiding bifolium. Het blad van de niet bloeiende plant verwelkt, wanneer de plant in bloei komt. De spitse bladeren zijn 3-8 cm lang en 2-5 cm breed, eirond en hebben een hartvormige voet. Op de nerven komen kleine, dunne haren voor.
Dalkruid bloeit in mei en juni met witte bloemen, die gerangschikt zijn in een tros. De bloemslippen staan eerst stervormig uit en zijn bij het ouder worden van de bloem teruggeslagen.
De vrucht is een ronde bes en bevat één of twee zaden. Onrijpe bessen zijn rood gespikkeld en kleuren rood bij het rijp worden.

## Habitat
De plant komt voor op beschaduwde plaatsen op vochtige tot vrij droge, matig voedselarme grond.

## Verspreidingsgebied
Het dalkruid gedijt in gematigde streken van Eurazië, van Europa tot Japan. In Centraal-Europa komen ze vooral voor in de bergen en in het middelgebergte.

## Plantengemeenschap
Het dalkruid is een kensoort voor het beuken-eikenbos (Fago-Quercetum).

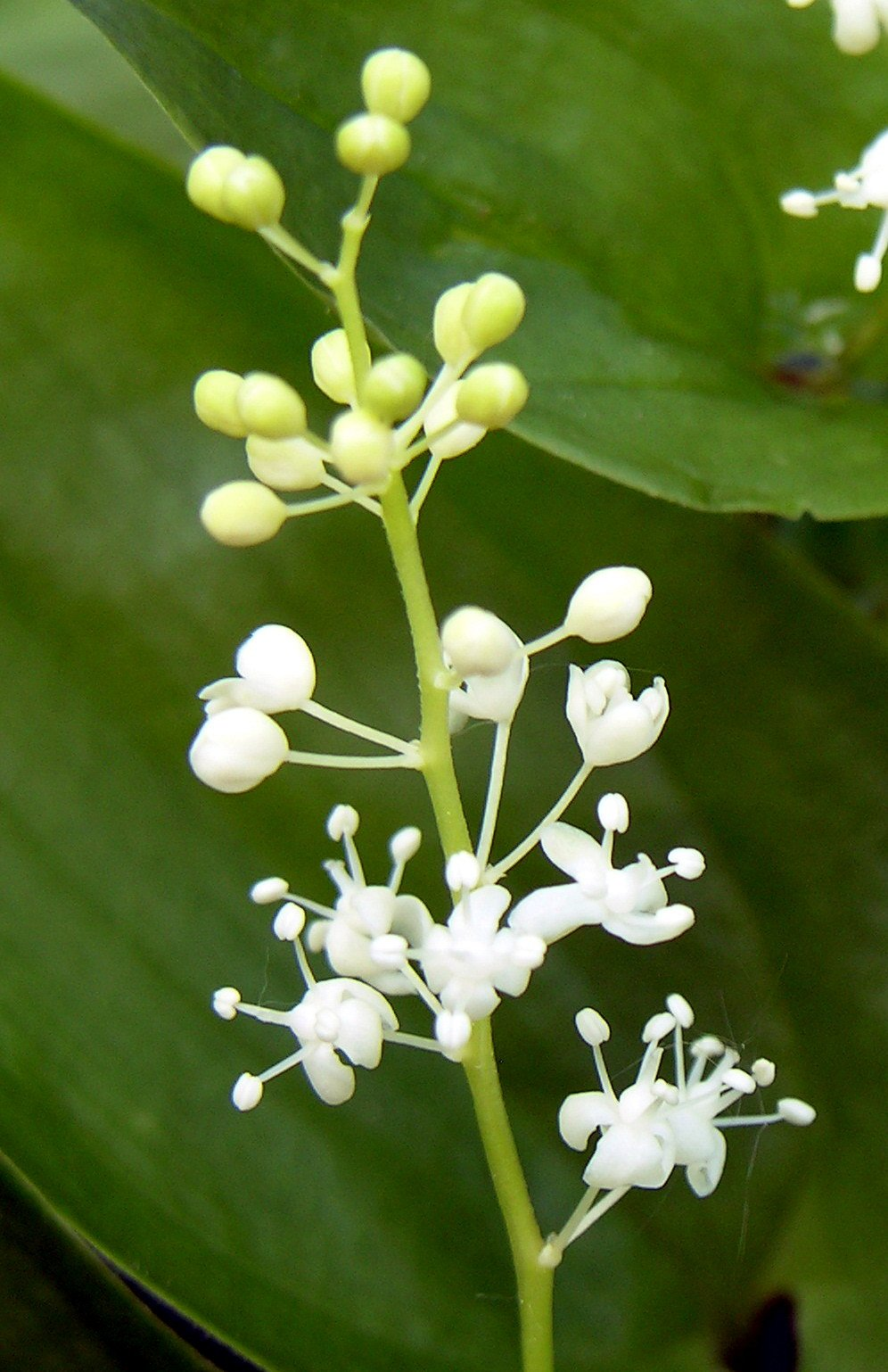
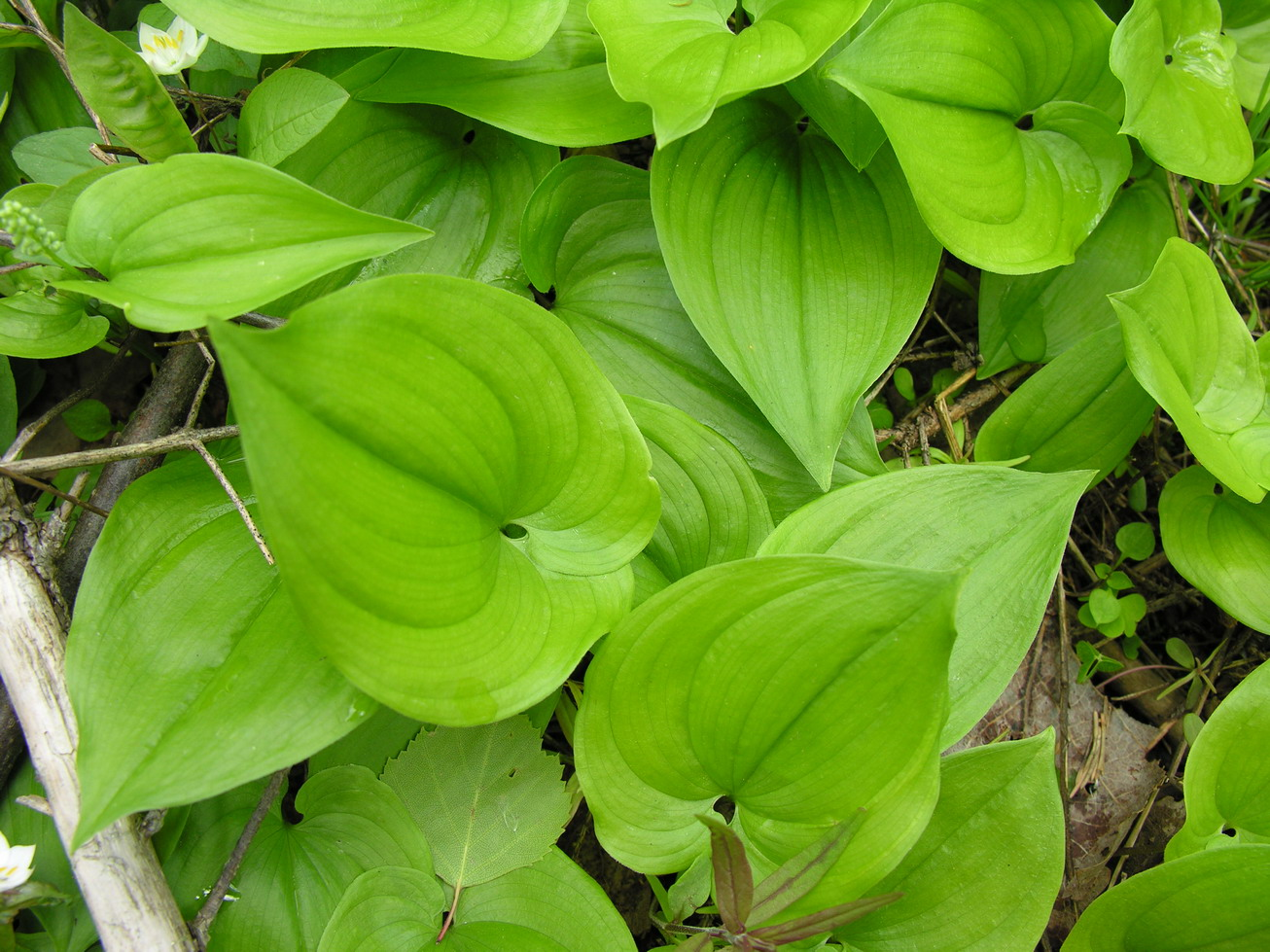